# Унция

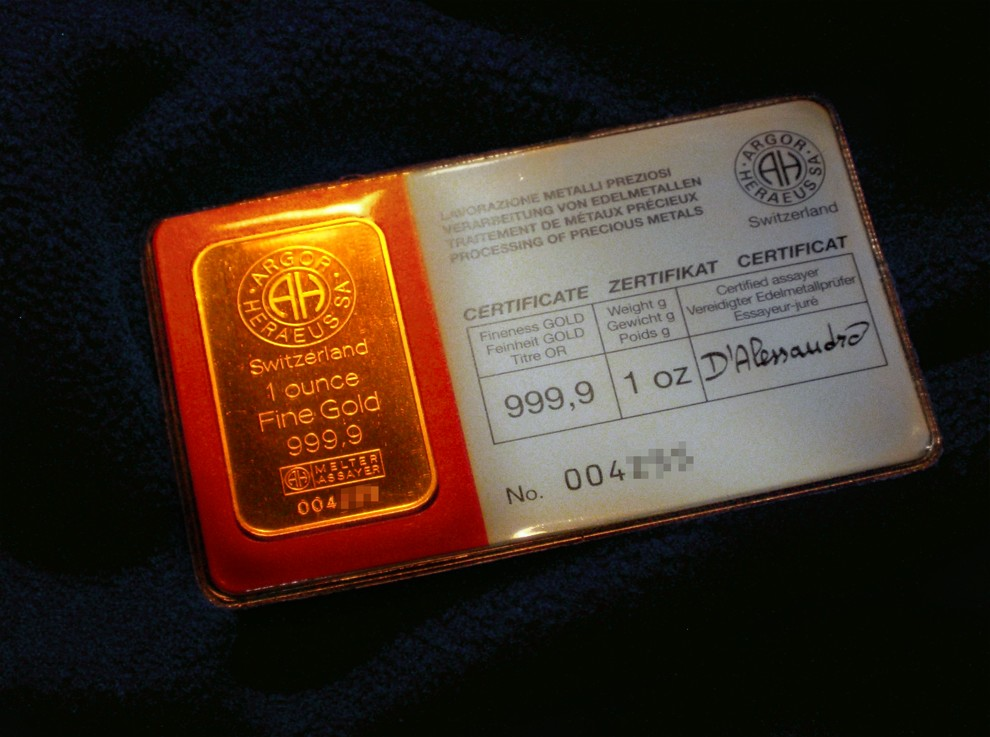
1 тройская унция золота — мера массы драгоценных металлов

У́нция (лат. uncia, от ūnus — «один») — название нескольких единиц измерения массы, а также двух мер объёма жидких тел, одной единицы измерения силы и нескольких денежных единиц, образованных как двенадцатая доля другой единицы.
Термин исторически восходит к эпохе Древнего Рима, где унция составляла 1⁄12 римской либры; была впоследствии одной из основных единиц массы в средневековой Европе.
Ныне применяется преимущественно в США, а также в иных странах англосферы, где масса выражается в фунтах при обозначении массы пакированных продуктов, почтовых посылок.
На международных рынках при торговле драгоценными металлами — тройская унция.

## Различные унции
Исторически, в разных частях света, в разные моменты времени и для разных применений унцией назывались близкие, но все же немного различающиеся стандарты массы.
| Вариант                                  | (граммов)    | (гранов) |
| ---------------------------------------- | ------------ | -------- |
| Международная эвердьюпойсная унция       | 28,349523125 | 437,5    |
| Международная тройская унция             | 31,1034768   | 480      |
| Аптекарская унция                        | 31,1034768   | 480      |
| Унция Марии Терезы                       | 28,0668      |          |
| Испанская унция (onza)                   | 28,75        |          |
| Французская унция (once)                 | 30,59        |          |
| Португальская унция (onça)               | 28,69        |          |
| Римская/итальянская унция (oncia)        | 27,4         |          |
| Древнеримская унция                      | 28,34        |          |
| Голландская метрическая унция (ons)      | 100          |          |
| Голландская (преметрическая) унция (ons) | 30           |          |
| Китайская метрическая унция (盎司)       | 50           |          |
| Английская башенная унция                | 29,1595095   | 450      |

## Древний Рим
У римлян унция была 1/12 частью чего-либо. Например унция как 1/12 часть единицы массы, называвшейся либра (лат. libra) и равной 327,45 г (0,7996 русского фунта или 76 золотников 73 доли), соответствовала 28,34 г (0,0666 русского фунта или 6,394 золотника), или же унция части либры — асса, впоследствии ставший основой для (пере)счёта в римской монетной системе. В свою очередь унция делилась на 2 семунции, 4 сициликуса, 6 секстул, 24 скрупула и 144 силиквы. Обозначалась унция точкой (·) или (на монетах) в виде маленького выпуклого полушария, иногда - горизонтальной чертой (-), а также (в скорописи) знаками и; обозначением ½ унции (семунции) служили знаки Σ, Є, £, сицилика — Ɔ, секстулы — 𐆓, скрупула — ℈. Этой системой дуодецимального деления единицы римляне пользовались для различных целей: так, например, унцией и её кратными обозначениями определяли:
- размер наследства
- длины пройденного пути
- меры длины (унция = 1/12 римского фута = 0,0246 м = 9685 линий)
- меры поверхности (унция = 1/12 югера = 2400 римских квадратных футов = 46 квадратных саженей, 6 квадратных футов, 72 квадратных дюйма = 209,91 м²)
- меры ёмкости (унция = циату = 1/12 секстария = 0,0372 кружки)
- денежные знаки (унция = 1/12 асса) — при этом в обращении чаще употреблялись ассы, содержавшие вместо двенадцати в среднем 10 унций (от 11 до 9) — 272,88 г = 0,666 русского фунта. В качестве денежных знаков унции чеканились из меди, с примесью 7 % олова и 23,6 % свинца; на одной стороне изображалась голова Минервы (или богини Рима), на другой — герб города.

Унциальное деление применялось римлянами в дробных вычислениях. Подобно тому, как в десятичных дробях первое место после запятой занимают десятые доли, второе — сотые и так далее, у римлян дроби выражались рядами количеств, у которых знаменатель был кратным 12, причём первое место занимали унции, второе - семунции и так далее.

## Применение унции до внедрения метрической системы мер
Унция была заимствована у римлян почти всеми европейскими народами и до введения метрической системы мер была самой распространённой в мире единицей массы. В Германии унция равнялась 1/16 большого торгового фунта (= 1/8 марки) и 1/12 малого аптекарского веса, лишь с 1872 года заменённого метрической системой. Из Германии унция появилась и в русских аптеках. В Италии равнялась 1/12 фунта, в Испании и Португалии = 1/16 торгового (avoirdupois) фунта. Унцией также называлась в Сицилии (до 1865 года) монетная единица, равная 2½ скуди или 3 дукатам. В Испании и Латинской Америке унцией назывался дублон.
Китайский таэль также иногда называли унцией.

## Унция и метрическая система мер

### Унция как мера массы
- Унция авердюпуа (аббревиатура oz или oz at) — в США и ряде других стран является 1/16 от основной единицы массы — фунта авердюпуа (равной 453,59237 г). Вес унции авердюпуа равен 28,35 г (28,349 523 125 г)[4].
- Тройская унция (аббревиатура t oz или ozt) — 31,1034768 г. Применяется в банковском и ювелирном деле для измерения массы драгоценных металлов. Термин происходит из тройской весовой системы, которая широко использовалась в Европе вплоть до введения метрической системы мер. В отличие от фунта авердюпуа, тройский фунт состоял из 12 унций. В разных странах масса тройской унции несколько различалась. С 1824 по 1858 год тройский фунт являлся основной весовой единицей в Великобритании. Именно масса британской тройской унции используется при торговле драгоценными металлами[5].
- Аптекарская унция (℥) — устаревший термин. Во многих странах, кроме гражданской или коммерческой системы веса, аптекарями для взвешивания лекарственных веществ использовался аптекарский вес. Стандарты аптекарского веса варьировали в разных странах. Унция была основной единицей аптекарского веса и её масса в разных городах и странах колебалась от 25 до 35 граммов.
- В Нидерландах при переходе на метрическую систему мер в 1820 году унция (нидерл. ons) стала обозначать 100 г[6].

### Унция как мера объёма
- Жидкая унция (аббревиатура fl oz) (американская) — имеет объём 29,573 531 мл. Составляет 1/16 американской жидкой пинты (которая примерно равна 0,47 литра). В США исключительно для маркировки продуктов питания жидкая унция приравнивается к 30 мл.
- Жидкая унция (аббревиатура fl oz) (английская) — имеет объём 28,413 063 мл[7]. Составляет 1/20 английской пинты (равной 0,56826127 литра).